# Albert Giger
Albert Giger   (Rhäzüns, 7 d'octubre de 1946 - 4 de setembre de 2021) fou un esquiador de fons suís que va competir durant les dècades de 1960 i 1970.
Durant la seva carrera esportiva va prendre part en tres edicions dels Jocs Olímpics d'Hivern, el 1968, 1972 i 1976. Destaca la medalla de bronze guanyada el 1972, a Sapporo, en la prova del relleu 4x10 quilòmetres. Formà equip amb Alfred Kälin, Alois Kälin i Eduard Hauser. El 1976, a Innsbruck, fou setè en la cursa dels relleu 4x10 quilòmetres.
En el seu palmarès també destaquen cinc edicions de la prestigiosa cursa suïssa Engadin Skimarathon (1971, 1973, 1976, 1977 i 1978), rècord masculí de la prova.